# Drossel (Elektrotechnik)
Drosseln (engl. Choke) sind Spulen bzw. Induktivitäten zur Begrenzung von Strömen in elektrischen Leitungen, zur Zwischenspeicherung von Energie in Form ihres Magnetfeldes, zur Impedanzanpassung oder zur Filterung. Im Gegensatz zu Transformatoren oder Schwingkreis-Induktivitäten sind sie üblicherweise in Reihe zu anderen Bauteilen oder den Verbrauchern geschaltet.

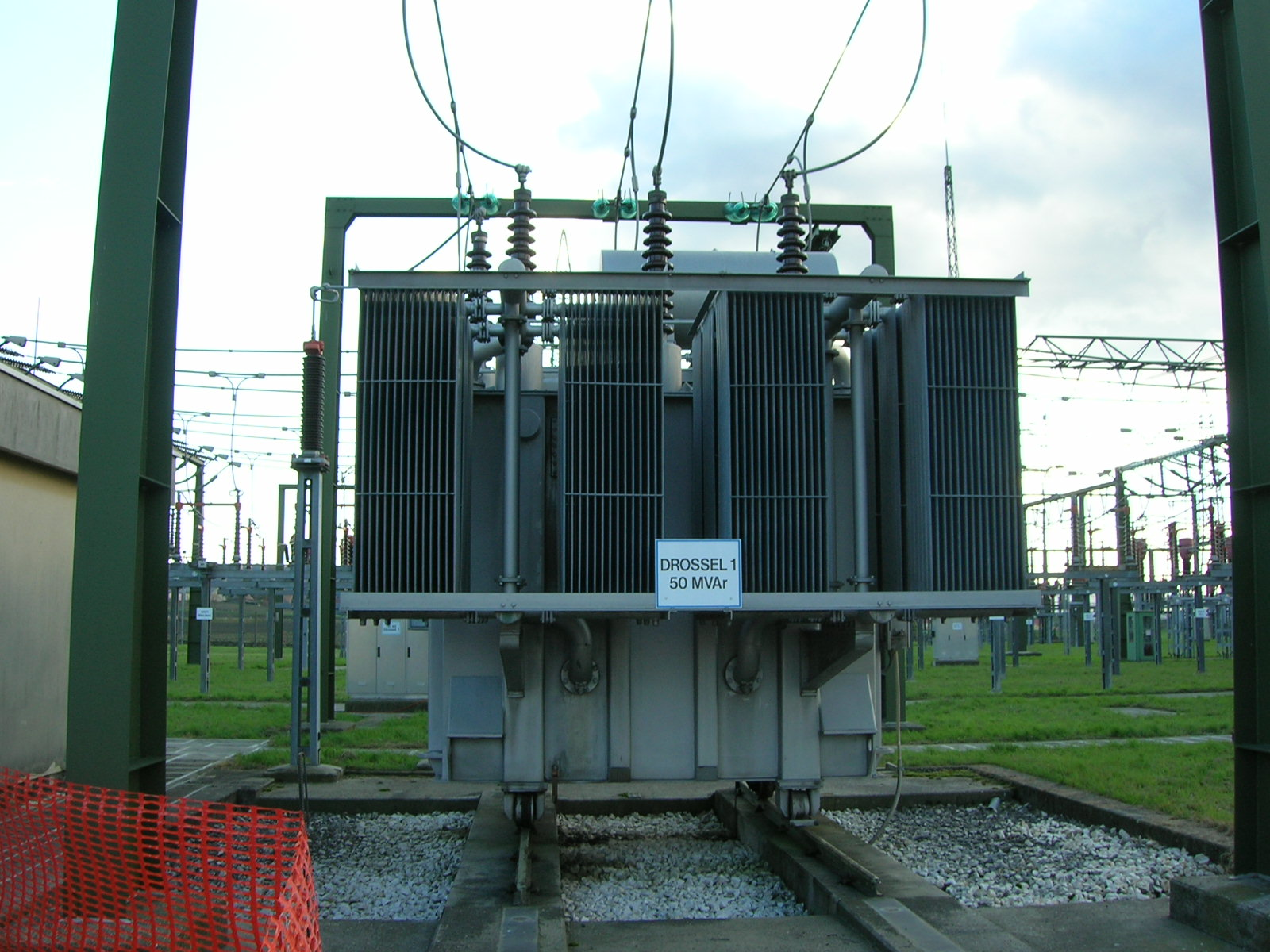
In einem Umspannwerk genutzte Drossel für 110 kV mit einer Blindleistung von 50 Mvar zur Blindleistungskompensation.

Sie werden im Bereich der Stromversorgungen elektrischer und elektronischer Geräte, in der Leistungselektronik sowie in der Nieder- und Hochfrequenztechnik eingesetzt.
Zur Steigerung des induktiven Widerstandes (Baugrößen-Verringerung) enthalten Drosseln häufig einen weichmagnetischen Kern.

## Bauformen

### Ringkerndrosseln

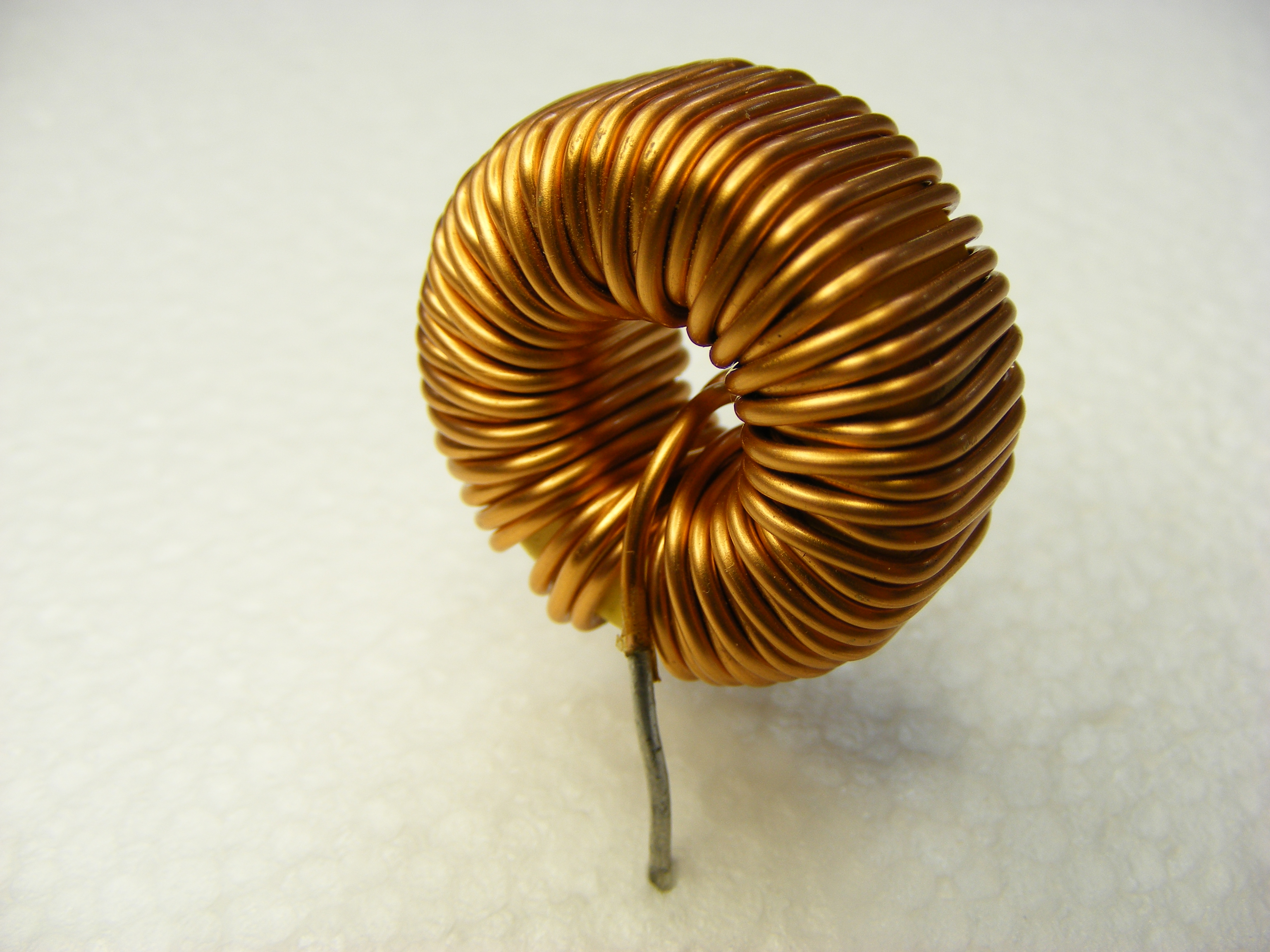
Ringkerndrossel

Ringkerndrosseln werden auf Ferrit- oder Pulver-Ringkerne gewickelt. Ringkerne können auch aus kristallinen oder amorphen Metallbändern bestehen. Ringkerne bilden einen geschlossenen magnetischen Kreis und weisen daher nur geringe magnetische Streufelder auf. Geringe Streuung trägt zur besseren elektromagnetischen Verträglichkeit (EMV) bei. Eine Extremform (eine Windung) von Ferrit-Ringkerndrosseln sind über Drähte geschobene Ferritperlen. Ferritkerndrosseln ohne Luftspalt werden nur für stromkompensierte Drosseln oder für Sättigungsdrosseln verwendet.

### Stabkerndrosseln
Stabkerndrosseln haben einen offenen magnetischen Kreis. Sie vertragen daher höhere Magnetisierungsfeldstärken und haben – wenn sie einlagig gewickelt sind – eine geringere parasitäre Parallelkapazität als andere Bauformen, was sie auch für sehr hohe Frequenzen geeignet macht (UKW-Drosseln). Stabkerne bestehen bei HF-Anwendungen aus Ferrit und für Netzspannungsanwendungen aus Elektroblech.

### Luftdrosseln
Für sehr hohe Frequenzen verwendet man sogenannte Luftdrosseln, deren Kern frei ist von ferromagnetischen Materialien, damit keine Sättigung, Wirbelstromverluste und Hystereseverluste auftreten. Allerdings benötigen Luftdrosseln für die gleiche Induktivität mehr Windungen als Eisen- bzw. Ferritkerndrosseln, was den ohmschen Widerstand der Spulenwicklung vergrößert.
Sind Luftdrosseln einlagig gewickelt (siehe Zylinderspule), besitzen sie eine besonders kleine parasitäre Kapazität. Solche Drosseln werden häufig in Hochfrequenz-Schaltungen angewendet. Sie sind auch gut für hohe Spannungen geeignet, da sich die Isolationsfestigkeiten zwischen den Windungen addieren.

### Eisen- bzw. Ferritkern
Die meisten Drosseln besitzen einen ferromagnetischen Kern, weil sie dann wesentlich weniger Windungen für die gleiche Induktivität als Luftdrosseln benötigen. Allerdings kann der Kern bei starken Strömen in die Sättigung geraten, was zur Verzerrung des Stromverlaufes und zur starken Verringerung der Induktivität führt. Ein weiterer Nachteil ist das Auftreten von Wirbelströmen im Spulenkern, wenn Wechselströme die Drossel durchfließen. Um Wirbelströme zu unterdrücken, müssen leitfähige Kernmaterialien voneinander isoliert werden – der Kern besteht dann zum Beispiel wie bei Transformatoren aus mehreren längs zum magnetischen Feld liegenden voneinander isolierten Blechen oder aus einem ferromagnetischen Pulver (Pulverkern).
Da Ferritmaterialien ferromagnetisch, aber nicht elektrisch leitend sind, zeigen Ferritkerndrosseln keine Wirbelstromverluste und können – je nach Werkstoff – auch für sehr hohe Frequenzen eingesetzt werden. Ferritkerndrosseln zeigen bei hohen Strömen jedoch eher Sättigungserscheinungen im Kern als andere Werkstoffe, da Ferrit eine geringere Sättigungsinduktion hat. Man vermeidet die Sättigung, indem man die Kerne mit einem Luftspalt versieht oder einen offenen Magnetkreis gestaltet (Stabkerndrossel, Bobbinkern).

## Entstör-Drosseln
Drosseln sollen Gleichstrom und niederfrequente Ströme nicht oder nur wenig beeinflussen, hochfrequente Wechselströme dagegen durch ihren hohen induktiven Widerstand wirksam verringern. Ziel ist, hochfrequente Störstrahlung zu verhindern. Weil durch die Wicklung der volle Laststrom der nachfolgenden Schaltung fließt, haben sie oftmals einen relativ starken Leitungsquerschnitt, um die ohmschen Verluste gering zu halten.
Drosseln zur Funkentstörung sollen in einem möglichst breiten Frequenzspektrum eine hohe Impedanz aufweisen. Sie müssen hierzu eine hohe Induktivität und eine geringe parasitäre Eigenkapazität haben. Diese Forderungen sind häufig nicht mit einer einzigen Bauform zu erreichen, sondern nur durch die Kombination mehrerer Drosseln mit unterschiedlichen Eigenschaften.

### Stromkompensierte Drosseln

Mit Punkt gekennzeichnete Wicklungsanfänge der stromkompensierten Drossel

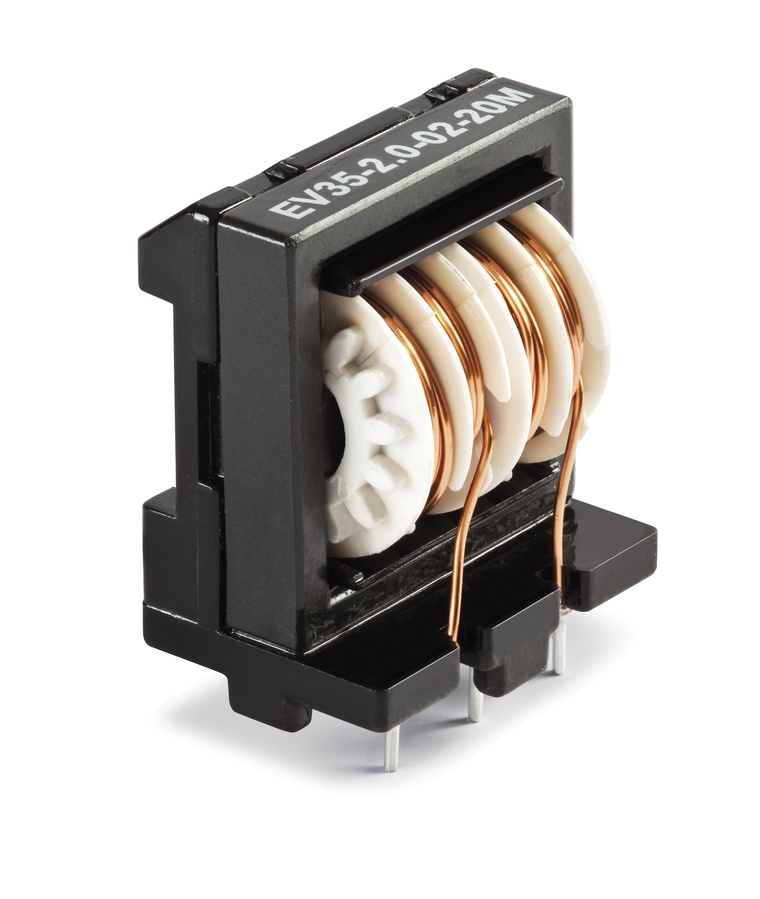
Stromkompensierte Drossel aus einem Netzfilter

Die stromkompensierte Drossel oder Gleichtaktdrossel (kurz CMC, von engl. common mode choke) hat mehrere gleiche Wicklungen, die gegensinnig vom Arbeitsstrom durchflossen werden, sodass sich deren magnetische Felder im Kern der Drossel aufheben. CMCs werden häufig zur Dämpfung von Störemissionen eingesetzt. Solche Störströme treten meist gleichsinnig in Hin- und Rückleitung auf (common mode, deutsch: Gleichtakt). Für diese Gleichtakt-Störungen bildet die stromkompensierte Drossel eine sehr hohe Induktivität, da sich diese Störströme in ihr nicht kompensieren. Stromkompensierte Drosseln sind oft an Ein- und Ausgängen von Schaltnetzteilen sowie in Netzfiltern zu finden.
Eine besonders einfache Form stromkompensierter Drosseln sind auf Kabel aufgeschobene Ringkerne oder sogenannte Klappferrite; sie wirken jedoch erst bei sehr hohen Frequenzen (UKW-Bereich) störunterdrückend. Für diese kleinen Hochfrequenzspulen zur Störunterdrückung in Daten-Bussystemen bzw. für Netzspannungszuführungen gibt es vielfältige Varianten an gelochten, zylinderförmigen oder flachen, manchmal teilbaren (Klappferrit) Ferritkernen, die auf das gestreckte Kabel oder auf die mehradrigen Leitungen aufgefädelt werden oder wenige Windungen umschließen.
Gegentaktstörungen lassen sich mit Gleichtaktdrosseln nicht beheben, ein Gegentaktsignal – wie das Nutzsignal – wird von diesen Drosseln nahezu ungehindert hindurchgelassen. In der Praxis wird allerdings die stets vorhandene Streuinduktivität (die meist in den Datenblättern zusätzlich angegeben ist) durch eine geschickte Anordnung der Filterkomponenten zur Dämpfung von Gegentaktstörungen verwendet.
Stromkompensierte Drosseln werden oft aus einteiligen, geschlossenen Ferritkernen in Ringform, E-Form, Rahmenform oder sogenannter D-Form gefertigt, indem die Wicklungsdrähte bei Ringkernen hindurchgefädelt und bei den anderen Kernformen auf Spulenkörpern aufgewickelt werden. Mehrere Kammern pro Teilwicklung verringern die Eigenkapazität und verschieben die Eigenresonanzfrequenz und den Wirksamkeitsbereich hin zu höheren Frequenzen.

## Vorschaltdrosseln
Gasentladungslampen benötigen immer ein Vorschaltgerät. Dieses enthält oft eine Drossel, die durch ihren Blindwiderstand den Strom begrenzt und zum anderen bei Leuchtstofflampen mit Hilfe eines zusätzlichen Starters die notwendige hohe Zündspannung erzeugt. Ein Berechnungsbeispiel des induktiven Widerstandes ist hier gezeigt.
Vorschaltdrosseln konventioneller Vorschaltgeräte (KVG) haben einen geblechten Eisenkern mit einem Luftspalt. Elektronische Vorschaltgeräte (EVG) verwenden eine Ferritkerndrossel. In großen Gleichrichtern werden Kommutierungsdrosseln eingesetzt, um den Stromflusswinkel zu vergrößern und Netz-Oberwellen zu verringern.

## Speicherdrosseln
In Schaltnetzteilen bestimmter Topologien wie dem Eintaktflusswandler sowie in Schaltreglern (Tiefsetz- und Hochsetzsteller (z. B. aktive PFC), Inverswandler, SEPIC-Wandler, Ćuk-Wandler) werden zur Speicherung magnetischer Energie Speicherdrosseln benötigt. Bei diesen Drosseln ist der magnetische Kreis des Ferritkernes häufig durch einen Luftspalt unterbrochen. Der Luftspalt ist eine spaltförmige Unterbrechung des Magnetkerns und wird oft zur mechanischen Stabilisierung mit nichtmagnetischem Material wie Papier, Plastik oder Harz ausgefüllt. Die in der Drossel gespeicherte Energie steckt dann fast vollständig in diesem Spalt. Der Kern dient nur zur Führung des Magnetfeldes. Der Spalt dient der Verringerung der magnetischen Flussdichte {\displaystyle B}. Das vermeidet die Sättigung des Kernmaterials und gewährleistet einen lineareren Induktivitätsverlauf auch bei hoher Magnetisierung. Weitere Bauformen für Speicherdrosseln mit verringerter Sättigungsneigung sind Stab- und Garnrollenkerne.
Der Kern von Speicherdrosseln besteht entweder aus einem unterbrochenen Magnetkreis wie zuvor beschrieben, aus Sintermetall (Pulverkern) oder nanokristallinem bzw. amorphem gewickelten Metallband (Ringbandkern).
Als Pulver werden meist Eisen oder Eisenlegierungen (z. B. Sendust, High Flux, MPP) verwendet. Merkmale dieser Pulverkerne sind das gegenüber massiven Kernen höhere Energiespeichervermögen sowie der zum Magnetfeld linearere Induktivitätsverlauf ohne scharfen Übergang in die Sättigung. Man spricht auch von einem verteilten Luftspalt. 
Pulverkerndrosseln werden als kompakte Speicherdrosseln in Schaltnetzteilen, Schaltreglern und PFC-Stufen (PFC: Power Factor Compensation, Leistungsfaktorkorrekturfilter) sowie als Entstördrosseln bei Gegentaktstörungen (z. B. in Dimmern) verwendet.

## Frequenzabhängiger Widerstand

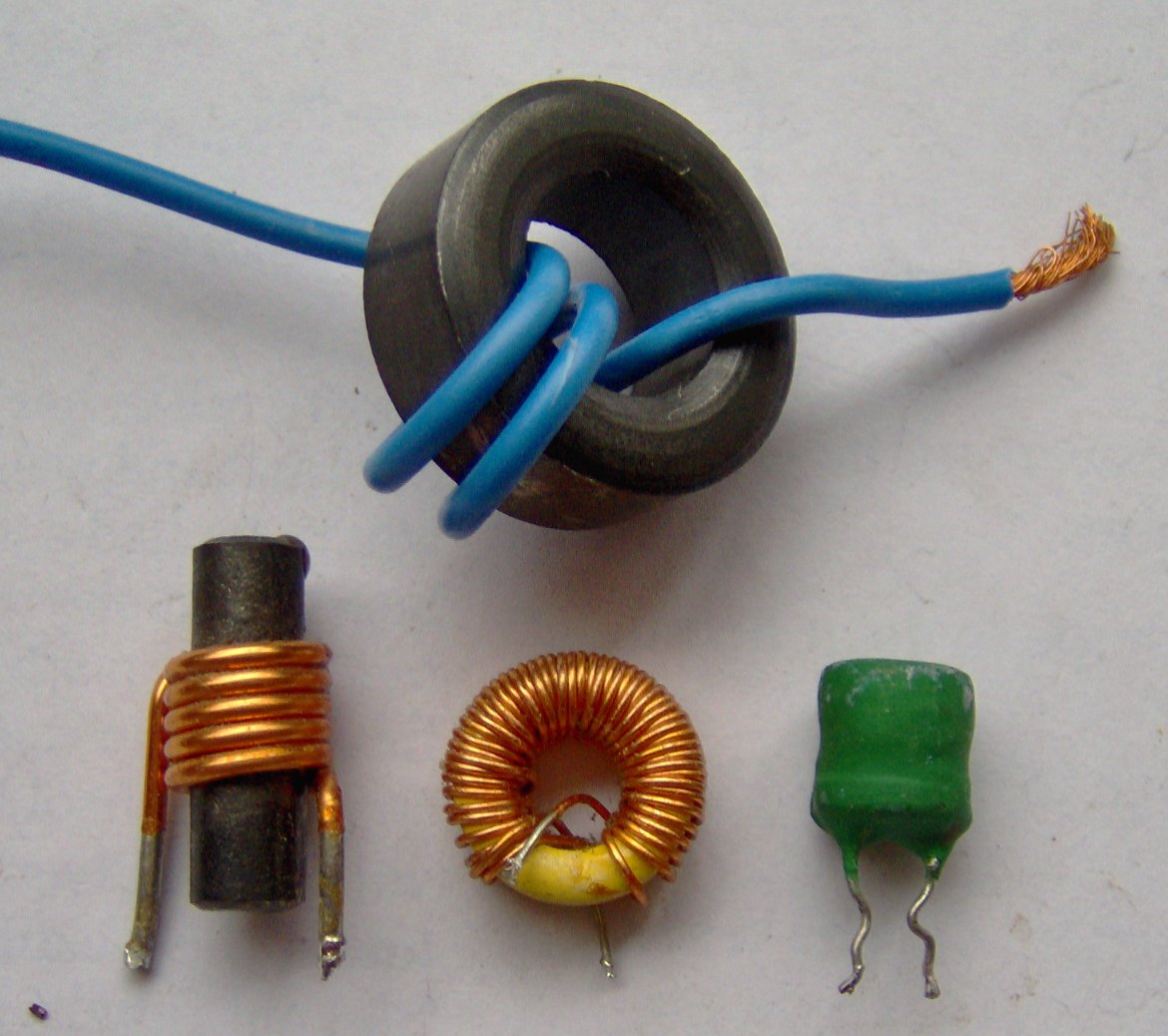
Drosseln mit Ferritkernen und Pulverringkern (gelb)

Luftspulen verwendet man zur Impedanzanpassung oder Gleichstrom-Einspeisung in höherfrequenten Sendeverstärkern, bei denen Ferrite versagen.
In Hoch- und Tiefpässen sowie Frequenzweichen werden Drosseln zur Trennung von Wechselströmen verschiedener Frequenz eingesetzt. Sie sind hierzu kombiniert mit Kondensatoren. Beispiele hierfür sind Netzfilter, Lautsprecherweichen und Antennenweichen.
Da die Drossel hochfrequente Stromanteile begrenzt, werden steile Stromanstiegsflanken abgeflacht und gleichgerichtete Wechselströme geglättet.

## Sättigungsdrosseln
Sättigungsdrosseln und Transduktordrosseln nutzen den Effekt der magnetischen Sättigung des Kernmaterials aus: Sättigungsdrosseln begrenzen die Stromanstiegsgeschwindigkeit in Thyristor-Schaltungen zu Beginn des Stromflusses und verlieren später durch Eintreten der Sättigung ihre Induktivität fast vollständig. In Zeilenablenk-Schaltungen werden vormagnetisierte Sättigungsdrosseln in Serie zur Horizontal-Ablenkspule verwendet, um den Ablenkstrom zu linearisieren.

## Transduktordrosseln
Transduktor-Drosseln gestatten die Steuerung der Induktivität bzw. des Blindwiderstandes mittels einer Gleichstrom-Vormagnetisierung. Die Vormagnetisierung verschiebt den Sättigungseinsatz, dadurch können Wechselspannungen und -ströme mittels Gleichstrom gesteuert werden. Früher verwendete man netzfrequente Transduktor-Drosseln z. B. zum Dimmen der Raumbeleuchtung im Kino.

## PFC-Drosseln
PFC-Drosseln, für englisch Power Factor Correction, arbeiten in Reihe zur speisenden Netzspannung in Schaltnetzteilen, um die Oberwellenbelastung des speisenden Netzes zu verringern. Sie arbeiten entweder bei Netzfrequenz als passive PFC auf Trafoblechkern oder als Speicherdrossel in aktiven Leistungsfaktorkorrekturschaltungen bei ca. 10…100 kHz.